# Lijst van partijvoorzitters van de ChristenUnie
Dit is een lijst van partijvoorzitters van de ChristenUnie.
| partijvoorzitter    | van             | tot            | opmerking  | kerk                      |
| ------------------- | --------------- | -------------- | ---------- | ------------------------- |
| Thijs van Daalen    | 22 januari 2000 | 9 april 2005   |            | NGK                       |
| Peter Blokhuis      | 9 april 2005    | 12 mei 2012    |            | PKN                       |
| Janneke Louisa      | 12 mei 2012     | 1 januari 2013 |            | Evangelisch               |
| Klaas Tigelaar      | 1 januari 2013  | 13 april 2013  | waarnemend | CGK                       |
| Piet Adema          | 13 april 2013   | 17 april 2021  |            | GKV                       |
| Ankie van Tatenhove | 17 april 2021   | 14 juni 2025   |            | GKV                       |
| Marco Vermin        | 14 juni 2025    | heden          |            | Vergadering van gelovigen |

CDA · ChristenUnie · D66 · GroenLinks · PPR · PSP · PvdA · PvdD · SGP · VVD